# Trnava

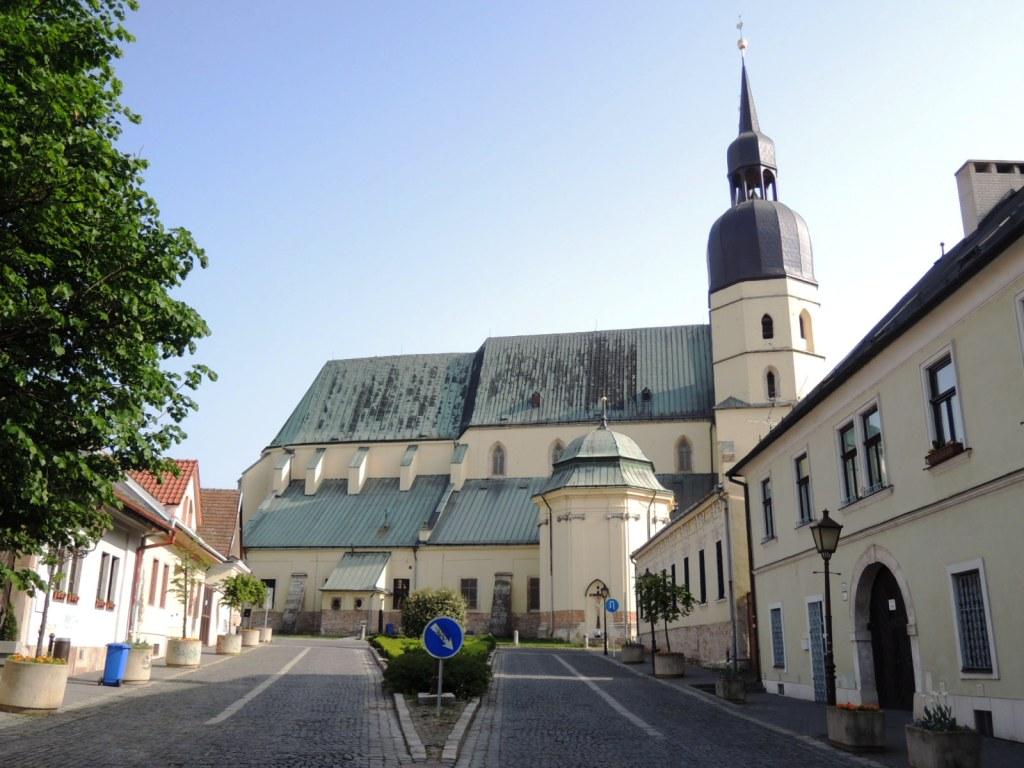
Trnava, chrám sv. Mikuláše od severu

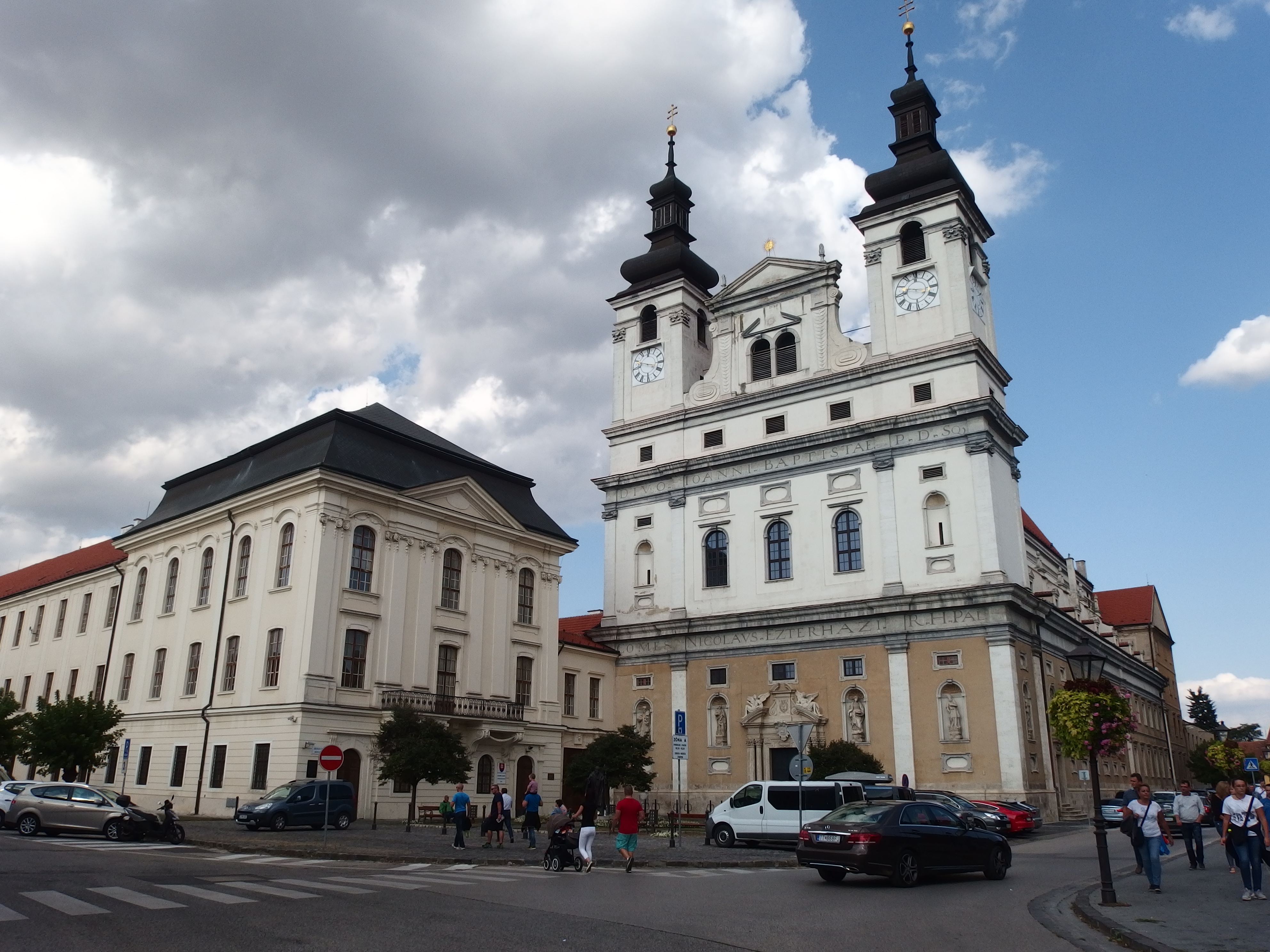
Stará univerzitní kolej a současná katedrála

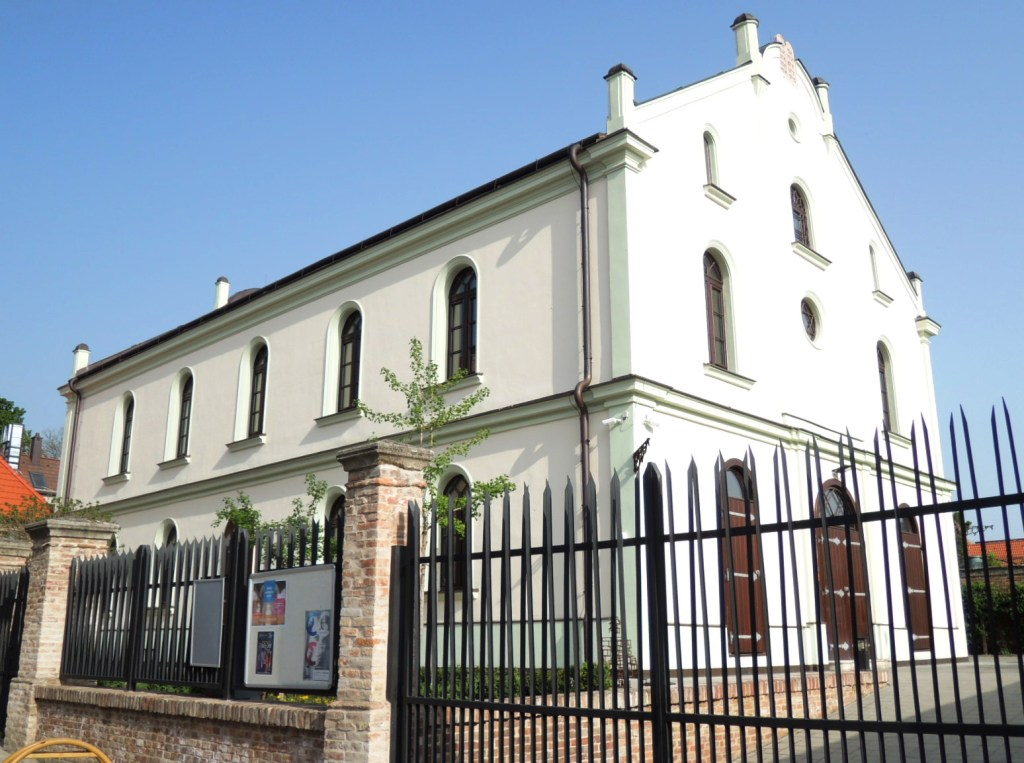
Trnava, Nová synagoga

Trnava (latinsky Tyrnavia, německy Tyrnau, maďarsky Nagyszombat) je krajské a okresní město v Trnavském kraji na západním Slovensku, 44 km severovýchodně od Bratislavy, v centru Trnavské pahorkatiny na řece Trnávce, ve výšce 146 m n. m. Trnava je důležité historické a kulturní centrum, je sídlem dvou univerzit a arcibiskupství. Ve městě žije přibližně 63 tisíc obyvatel a bylo tak sedmým největším slovenským městem.

## Městské části
- Městské části (od 1. 7. 2002): Modranka, Trnava-juh, Trnava-sever, Trnava-stred, Trnava-východ, Trnava-západ
- Sídliště: Družba I–III, Linčianska, Ľ. Podjavorinskej, Prednádražie I, II, Vodáreň I, II, Zátvor
- Ostatní části: Hlboká, Kopánka, Nové Mesto, Staré mesto, Tulipán
- Obce: Dolina, Dvor 9. mája, Farský mlyn, Kočišské, Medziháje, Oravné, Pažitný mlyn, Peklo

## Historie
Osídlení je zde doloženo od doby bronzové, první písemná zmínka je z roku 1211. Trnava byla prvním městem na území dnešního Slovenska, které obdrželo výsady svobodného královského města. Udělil je uherský král Béla IV. v roce 1238. Ve 13. století bylo cílem německé kolonizace a dostalo rozsáhlé městské opevnění, které obepínalo plochu 60 ha. V letech 1418–1425 je obsadili husité.
Další rozvoj města nastal v 16. století. Po bitvě u Moháče roku 1526 a tureckém obsazení Ostřihomi v roce 1543 se do města uchýlil ostřihomský arcibiskup s kapitulou a sídlil zde do roku 1820. Trnava tak byla po 200 let církevním i kulturním středem Uher i protireformace. 18. srpna 1561 byla zahájena výstavba jezuitské koleje, sídla původní Trnavské univerzity v sousedství současné katedrály. V 17. století město silně utrpělo při šlechtických povstáních proti Habsburkům (Gabriel Betlen, Imrich Tököly, František II. Rákóczi). Roku 1635 zde založil arcibiskup Péter Pázmány univerzitu, roku 1777 přeloženou do Budapešti. Město sice ztratilo na významu, zůstalo však střediskem slovenské vzdělanosti a při první kodifikaci slovenštiny vzal Anton Bernolák za základ trnavské nářečí.
Roku 1831 si měšťané postavili první divadlo a roku 1846 spojila Trnavu s Bratislavou koněspřežná železnice. Po rakousko-uherském vyrovnání roku 1867 zavládla silná maďarizace, ale po zákazu Matice slovenské vznikl v Trnavě Spolok sv. Vojtecha, který dále vydával slovenské knihy.
Trnava je od roku 1978 opět sídlem arcibiskupa sufragánní trnavské arcidiecéze, od roku 1992 Trnavské univerzity a od roku 1997 Univerzity sv. Cyrila a Metoděje. Od roku 1996 je sídlem Trnavského kraje a roku 2003 byla východně od města založena automobilka Peugeot-Citroën, která vyrábí téměř 300 tisíc malých vozů ročně (Stellantis Slovakia, v roce 2022 výrobní program automobilky sestával z modelů Peugeot 208 a Citroën C3). Severozápadně od města leží také jaderná elektrárna Jaslovské Bohunice.

## Pamětihodnosti
- Bazilika svatého Mikuláše, trojlodní gotická basilika se dvěma věžemi v průčelí z let 1380–1421, v letech 1543–1820 uherská a v letech 1918–1977 slovenská katedrála.
- Katedrála svatého Jana Křtitele, barokní stavba se dvěma věžemi z let 1629–1637 navrhli italští architekti Antonio a Pietro Spazzi. Sálová stavba s bočními kaplemi je od roku 1978 katedrálou.
- Jezuitská kolej, barokní budova, sídlo historické i současné Trnavské univerzity.
- Arcibiskupský palác z roku 1562
- Městská věž, renesanční stavba z roku 1574, vysoká 57 metrů
- Sloup svaté Trojice na Trojičném náměstí z roku 1696
- Kostel svaté Heleny ze 14. století
- Kostel svaté Anny
- Kostel svatého Jakuba ze 17. století
- Kostel Nejsvětější Trojice z 18. století
- Barokní paulínský kostel sv. Josefa
- Synagoga status quo ante z roku 1891
- Městské opevnění ze 17. století s Bernolákovou branou. Z původních 3 km se dochovalo 2 km opevnění s věžemi postavenými z cihel.
- Divadlo Jána Palárika z roku 1831 na Trojičném náměstí
- Evangelický kostel z roku 1924
- Cholerová kaple zvaná také Kaple sv. Kříže z roku 1835
- Vodojem Trnava z let 1942–1946
- Pomník buditele Antona Bernoláka na Radlinského ulici v Bernolákových sadech
- Vojenský hřbitov z První světové války
- Pomník Mikuláše Schneidra Trnavského
- Trnavské rybníky
- Mariánský seminář v Trnavě

## Školství
- Trnavská univerzita v Trnavě
- Univerzita sv. Cyrila a Metoda v Trnave
- Materiálově technologická fakulta Slovenské technické univerzity v Bratislavě se sídlem v Trnavě[6]

## Doprava
Trnava leží na hlavní železniční trati Bratislava – Žilina – Košice a končí zde lokální trati do Kút a Seredi. Městskou částí Modranka na jihovýchodě města prochází dálnice D1 z Bratislavy do Piešťan, Trenčína a Považské Bystrice.
Městská autobusová doprava má 7 linek. Nejbližšími letišti jsou Bratislava a Piešťany. 10 km severozápadně se nachází neveřejné letiště Boleráz u stejnojmenné obce.

## Obyvatelstvo
V roce 2001 se 96,91 % obyvatel přihlásilo k slovenské národnosti, 0,79 % k české, 0,27 % k romské, 0,21 % k maďarské, 0,05 % k německé a 0,03 % k ukrajinské. 71,85 % bylo římských katolíků, 2,93 % protestantů, 0,2 % řeckokatolíků a 0,11 % pravoslavných. 18,37 % obyvatel bylo bez vyznání.

## Osobnosti
- Ludvík I. Veliký (1326–1382), uherský a polský král
- Mikuláš Oláh (1493–1568), uherský humanista
- Johannes Sambucus (1531–1584), básník, polyhistor, lékař
- Péter Pázmány (1570–1637), maďarský filosof, teolog a kardinál
- György Lippay (1600–1666), římskokatolický arcibiskup, primas uherský
- János Lippay (1606–1666), římskokatolický kněz, rektor trnavské univerzity
- Jozef Ignác Bajza (1755–1836), katolický farář a spisovatel
- Anton Bernolák (1762–1813), římskokatolický kněz a jazykovědec, první kodifikátor spisovní slovenštiny
- Juraj Palkovič (1763–1835), římskokatolický duchovní, církevní hodnostář a pedagog
- Jozef Vurum (1763–1838), biskup nitranské diecéze a historik
- Šimon Sidon (1815–1891), trnavský rabín
- Svetozár Hurban-Vajanský (1847–1916), spisovatel
- Pavol Jantausch (1870–1947), římskokatolický biskup
- Ferko Urbánek (1859–1934), spisovatel, dramatik, novinář, úředník a podnikatel
- Mikuláš Schneider-Trnavský (1881–1958), hudební skladatel, dirigent a hudební pedagog
- Zoltán Kodály (1882–1967), maďarský hudební skladatel a pedagog
- Eugen Reichenthal (1901–1945), příslušník československé zahraniční armády
- Martin Gregor (1907–1982), herec
- Anton Malatinský (1920–1992), slovenský fotbalista a trenér
- Gerta Vrbová (1926–2020), neuroložka, profesorka, spisovatelka
- Miroslav Válek (1927–1991), básník, publicista, překladatel, kulturní organizátor a politik
- Imrich Stacho (1931–2006), fotbalista
- Matúš Kučera (1932–2022), historik a profesor
- Jozef Adamovič (1939–2013), herec
- Juraj Beneš (1940–2004), hudební skladatel a klavírista
- Eva Kostolányiová (1942–1975), zpěvačka
- Karol Čálik (* 1945), herec a zpěvák (tenor)
- Soňa Valentová (1946–2022), divadelní a filmová herečka
- Viliam Sivek, (* 1946), český podnikatel
- Karol Ježík (1953–1998), publicista
- Jozef Heriban (* 1953), spisovatel a scenárista
- Tibor Huszár (* 1953), fotograf a vysokoškolský pedagog
- Blažej Baláž (* 1958), malíř a vysokoškolský pedagog
- Stanislav Zvolenský (* 1958), první arcibiskup bratislavský a metropolita západoslovenský
- Róbert Bezák (* 1960), římskokatolický biskup
- Miroslav Trnka (* 1961), podnikatel, zakladatel firmy ESET
- Michaela Čobejová (* 1970), herečka
- Igor Matovič (* 1973), politik
- Miroslav Karhan (* 1976), fotbalový reprezentant
- Libor Charfreitag (*1977), kladivář
- Dano Heriban (1980-2023), herec, zpěvák, skladatel, muzikant
- Boy Wonder (* 1985), rapper
- Taťána Kuchařová (* 1987), česká modelka, Miss World 2006

## Partnerská města
- Balakovo, Rusko
- Břeclav, Česko
- Chomutov, Česko
- Casale Monferrato, Itálie
- Novo mesto, Slovinsko
- Sangerhausen, Německo
- Scranton, Spojené státy americké
- Szombathely, Maďarsko
- Varaždín, Chorvatsko
- Zabrze, Polsko

## Galerie

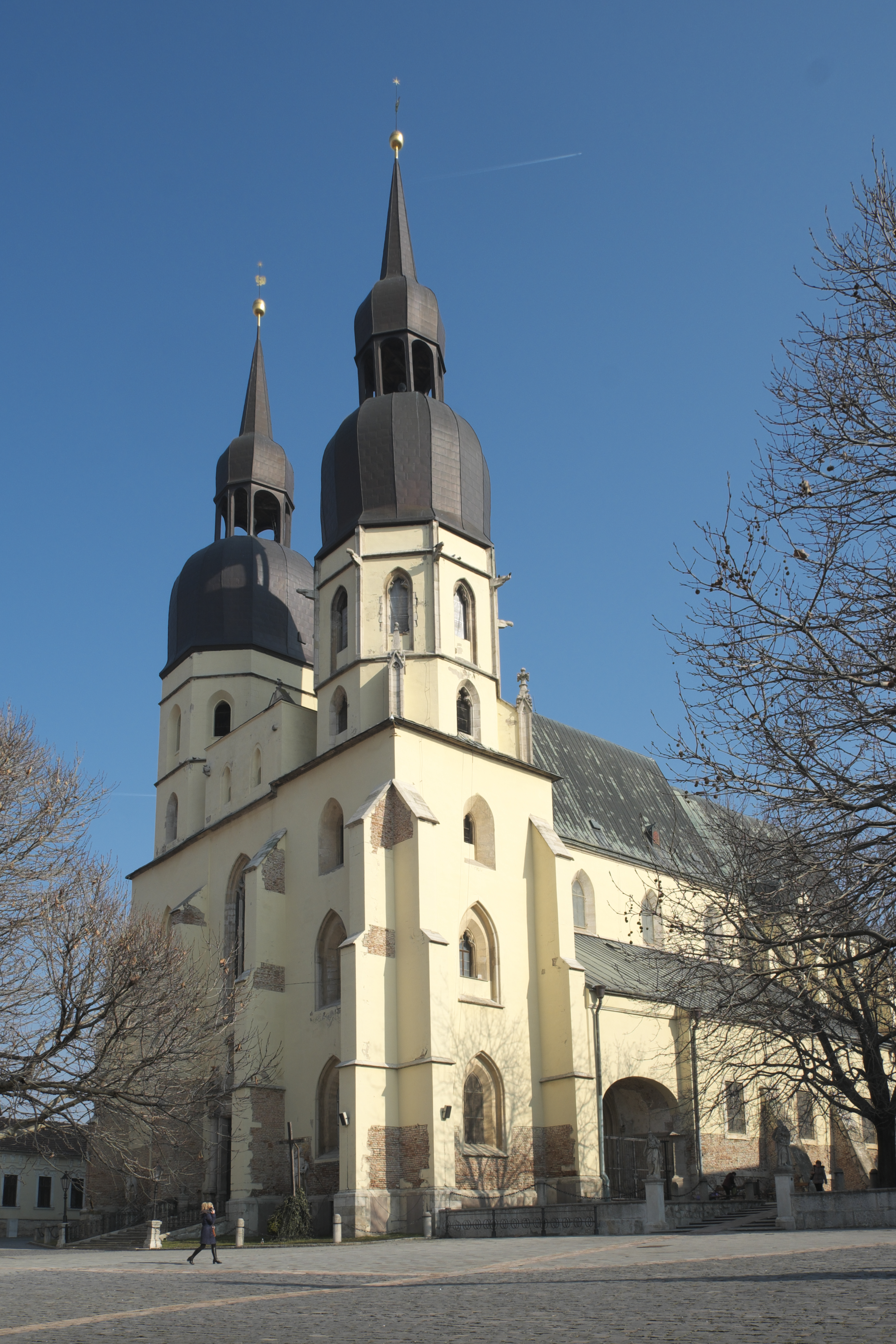
Kostel sv. Mikuláše
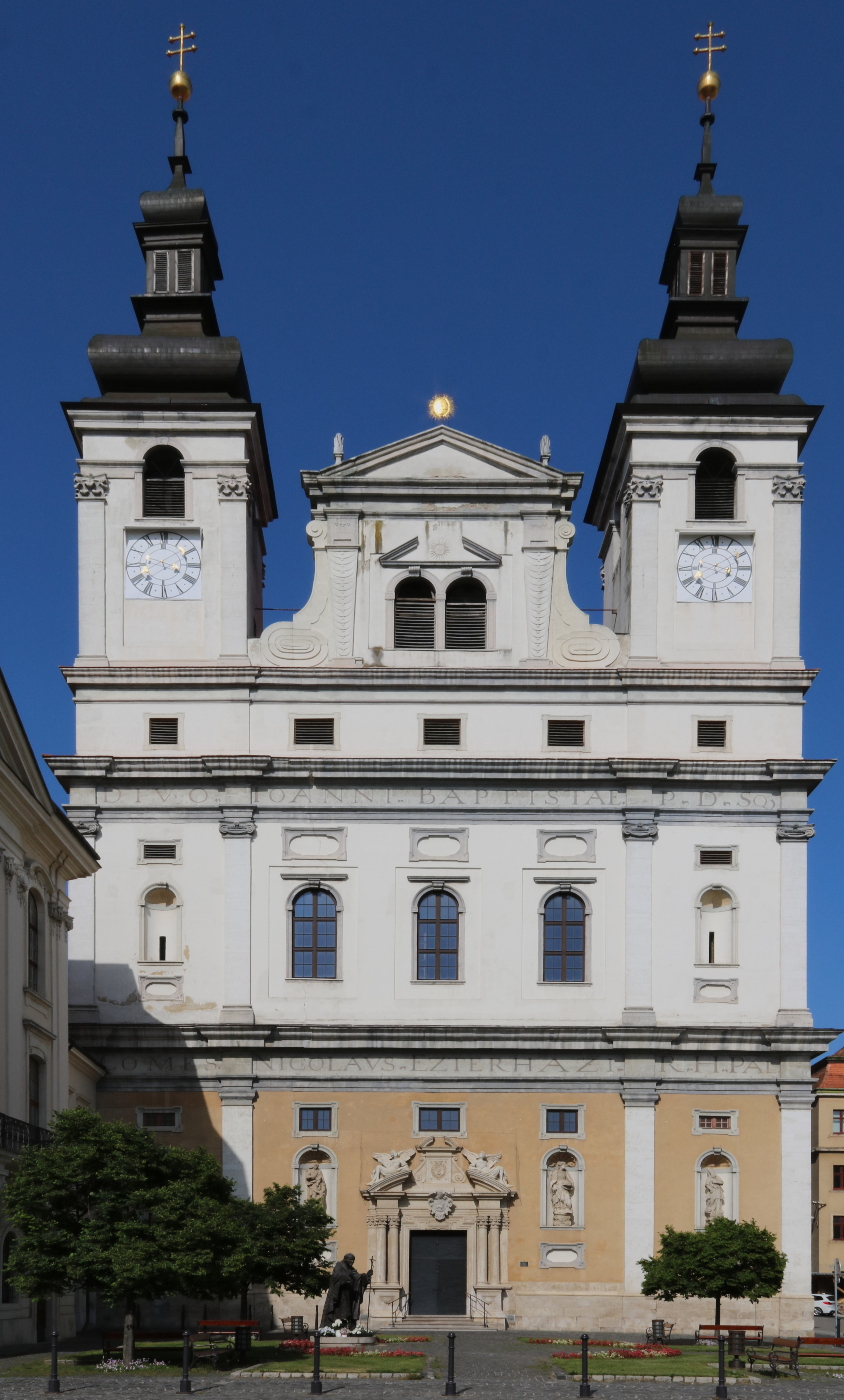
Katedrála sv. Jana Křtitele
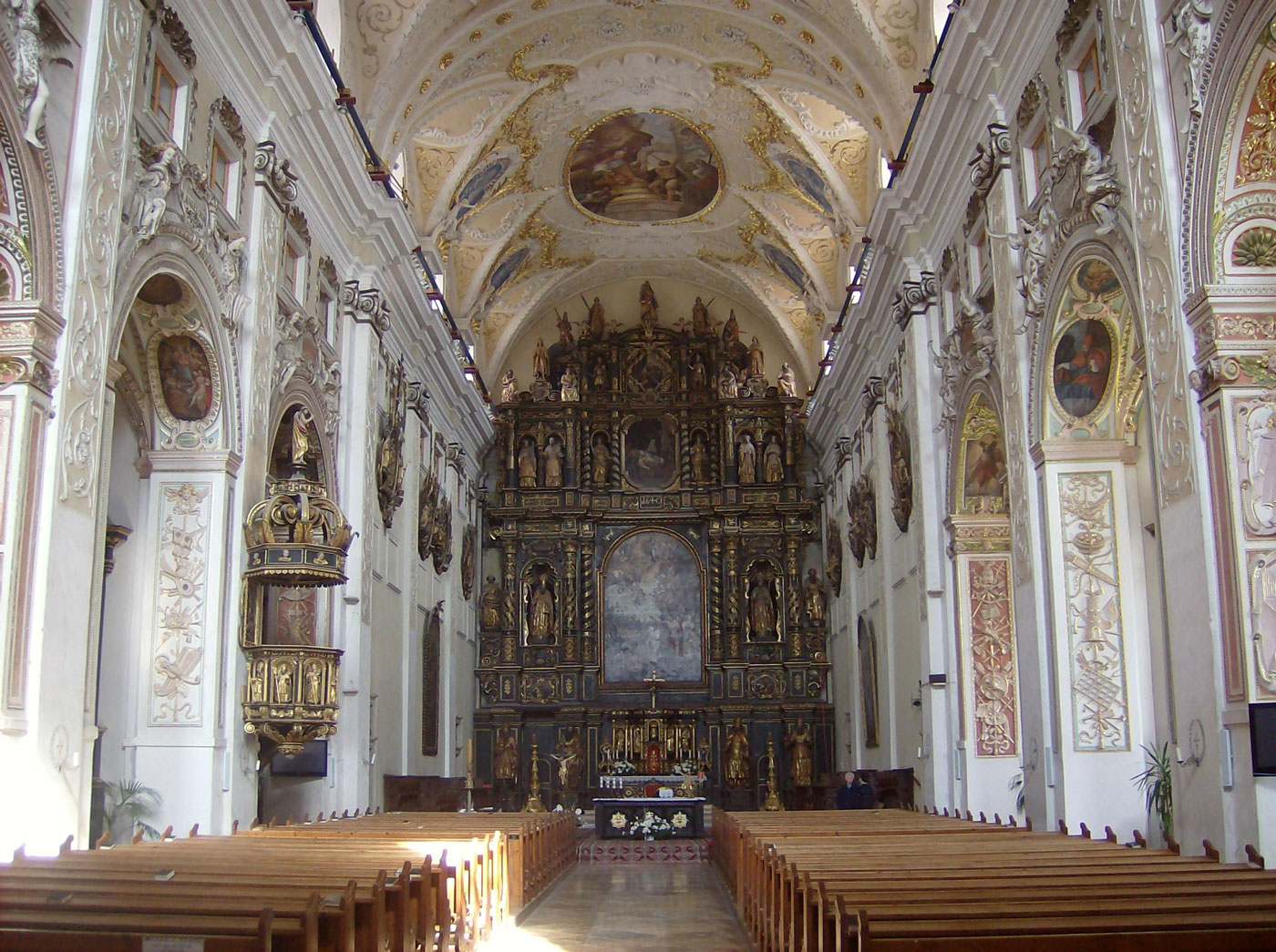
Katedrála, vnitřek
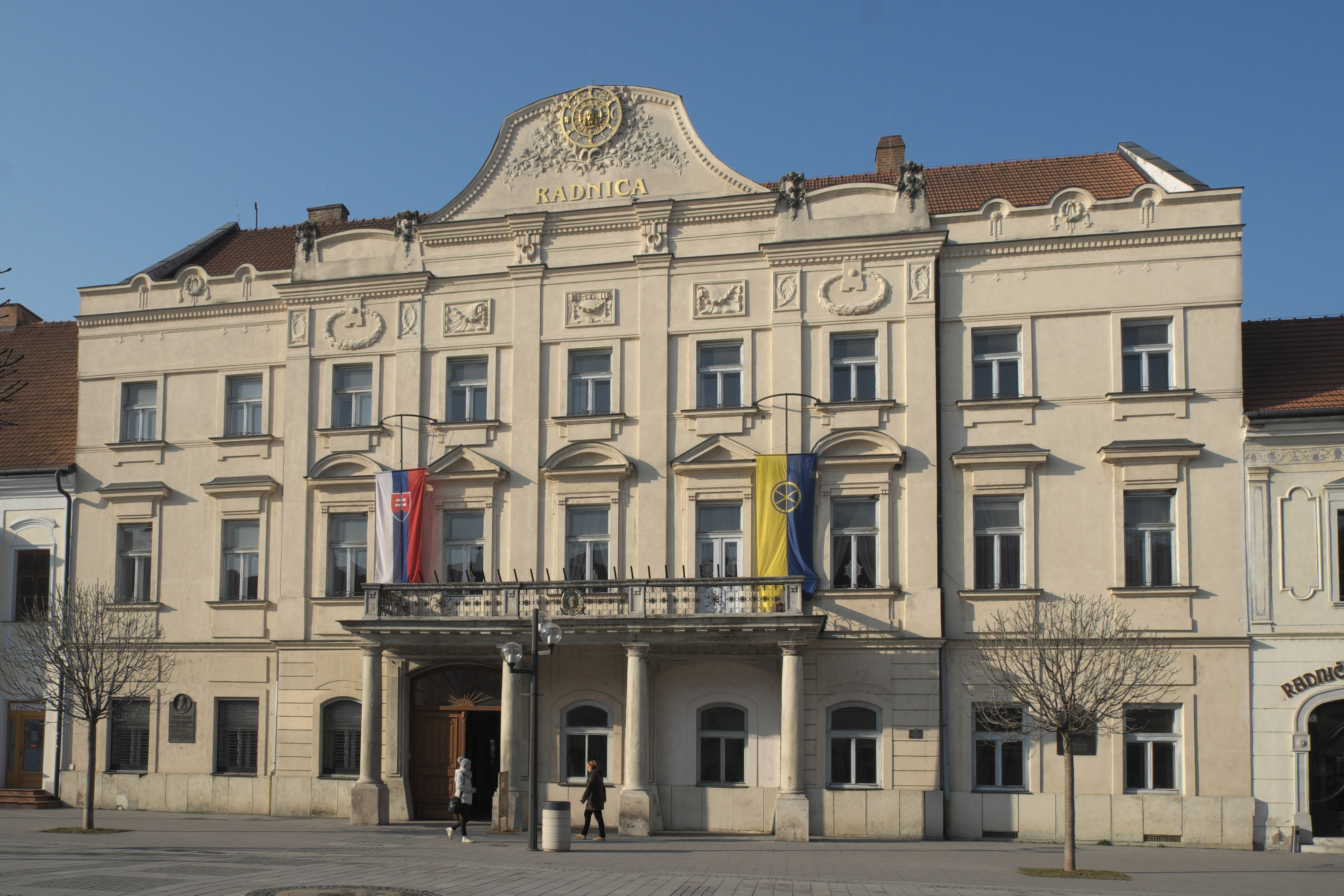
Radnice
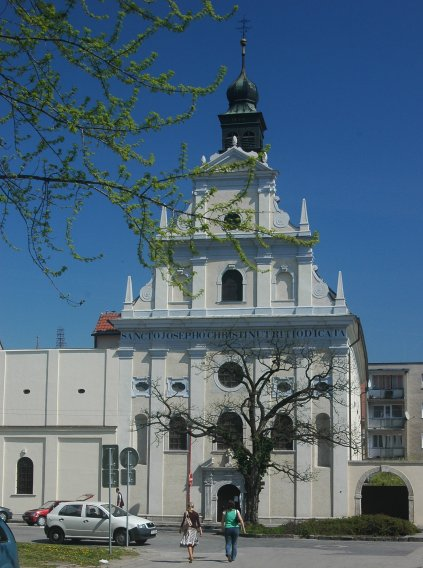
Kostel sv. Josefa
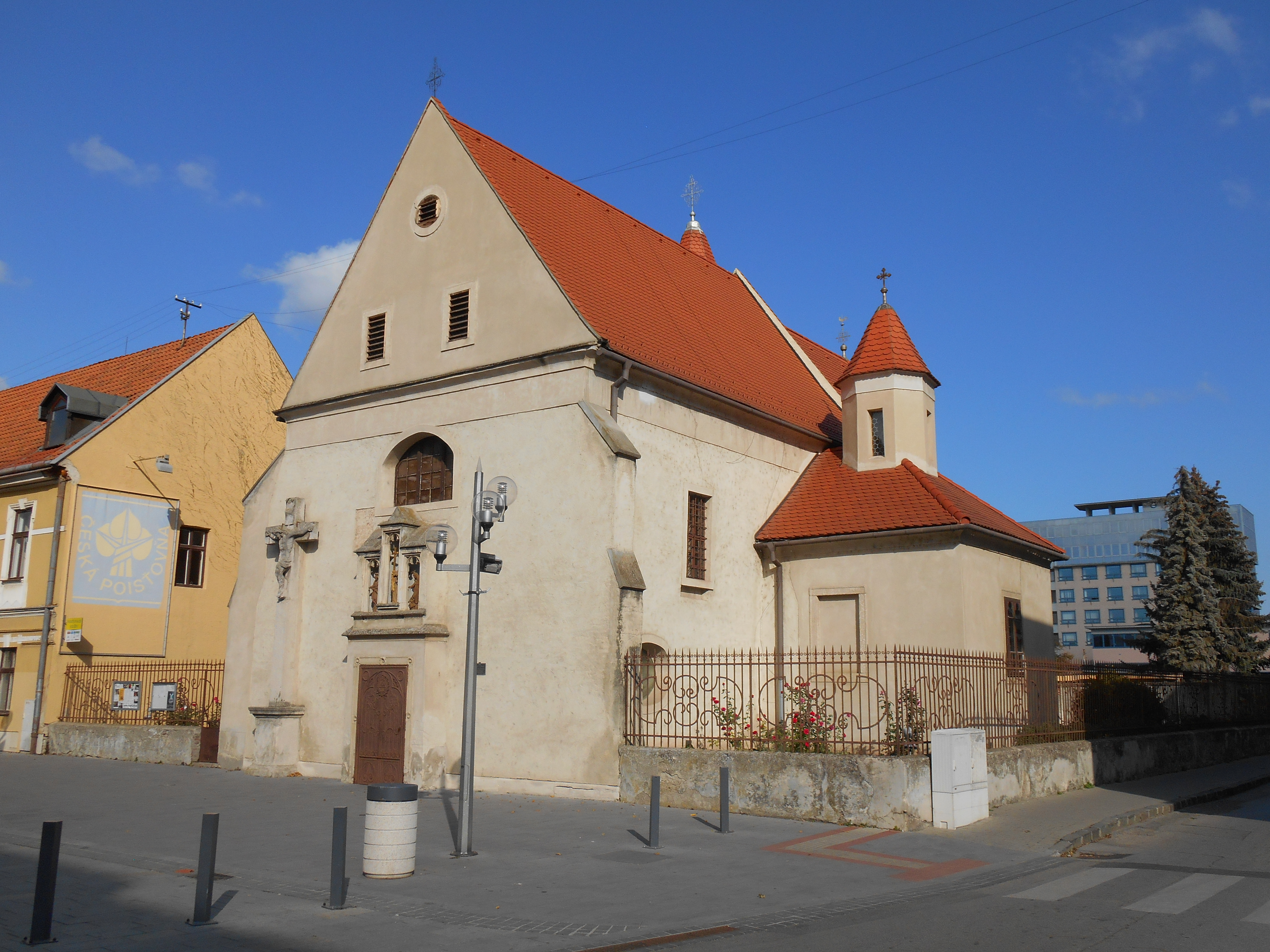
Kostelík sv. Heleny
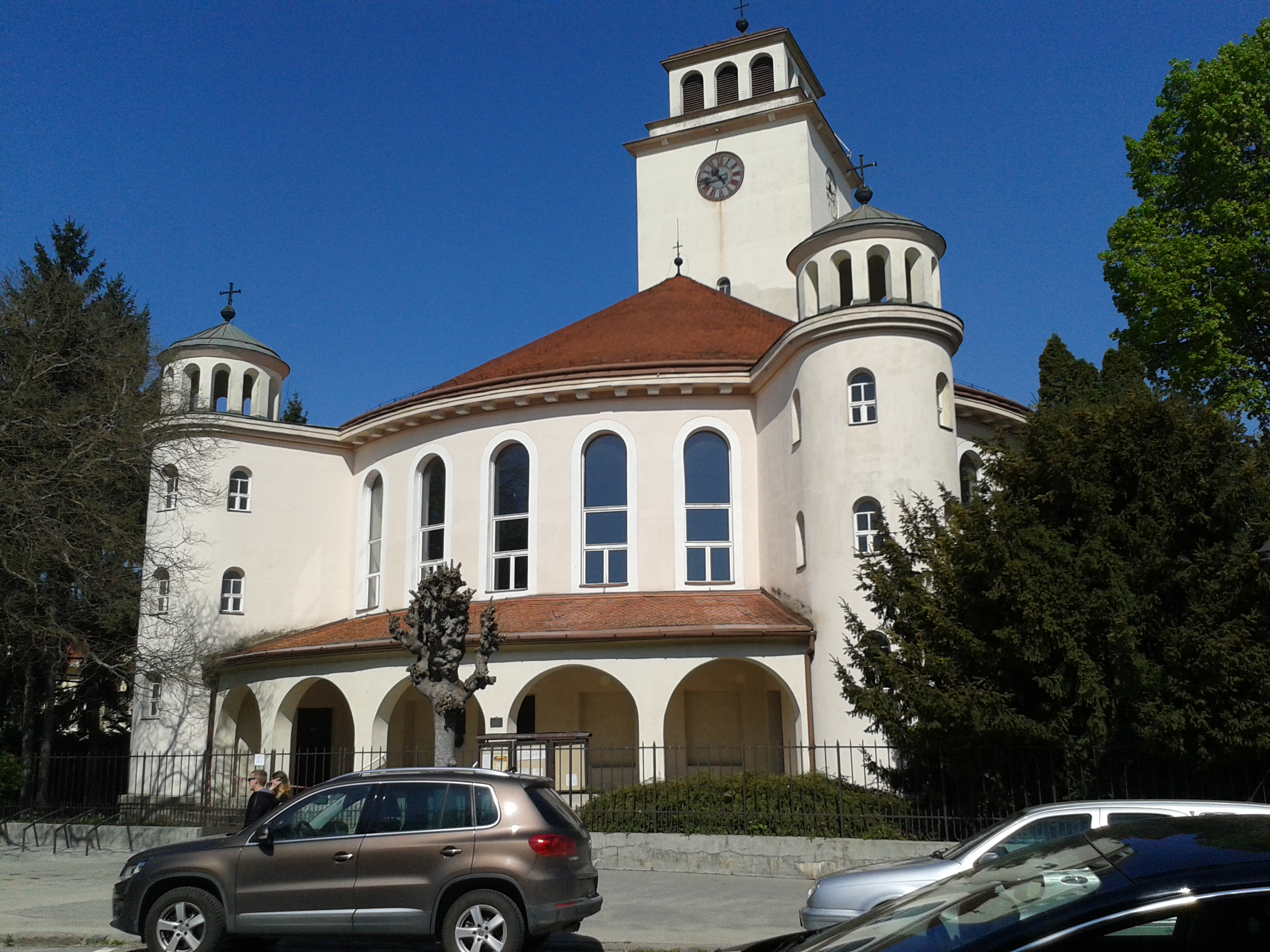
Evangelický kostel